# Hoplarchus psittacus
Hoplarchus psittacus és una espècie de peix de la família dels cíclids i de l'ordre dels perciformes.

## Morfologia
- Els mascles poden assolir 32 cm de longitud total i 730 g de pes.[3][4]

## Alimentació
Menja insectes aquàtics, crustacis i peixos.

## Hàbitat
Viu en zones de clima tropical entre 27 °C-30 °C de temperatura.

## Distribució geogràfica
Es troba a Sud-amèrica: conca del riu Amazones, rius  Negro, Preto da Eva, Urubu i Jamari, i afluents de la conca superior del riu Orinoco.